# فيكتور أفيناندو
فيكتور أفيناندو (بالإسبانية: Víctor Avendaño)‏ (5 يونيو 1907 – 1 يوليو 1984) هو ملاكم أرجنتيني راحل، مثّل بلاده في الألعاب الأولمبية الصيفية 1928.

## روابط خارجية
فيكتور أفيناندو على موقع بوكس ريك (الإنجليزية) (registration required)
- فيكتور أفيناندو على موقع أوليمبيديا (الإنجليزية)